# Naboo
Naboo este o planetă din universul fictiv Războiul stelelor, majoritar acoperită de vegetație. Este planeta-mamă a două specii inteligente: Gunganii care locuiesc în orașe subacvatice și oamenii care trăiesc în coloniile de la suprafață. Principala capitală a planetei este Theed.
Situată în sectorul Chommell, Naboo este planeta mamă a lui Padmé Amidala și a lui Jar Jar Binks, precum și a senatorului (viitorul cancelar și apoi împăratul) Palpatine. În Războiul stelelor - Episodul I: Amenințarea fantomei, planeta este locul unde are loc o blocadă impusă de către Federația Comerțului și unde are loc Bătălia de pe Naboo dintre Federație și locuitorii nativi. Naboo apare în patru filme din seria Războiul stelelor, având un rol important în primele două filme prequel și apare foarte puțin și în Războiul stelelor - Episodul III: Răzbunarea Sith. De asemenea, apare și în lansarea pe DVD din 2004 a filmului Războiul stelelor - Episodul VI: Întoarcerea lui Jedi.
Numele său provine de la orașul tunisian Nabeul (pronunție oficială arabă: Nābul); oraș care a fost fondat de către negustori greci antici și care l-au numit "Neapolis". Numele planetei folosește aceeași sursă de inspirație ca și o altă planetă importantă din trilogia originală, numele planetei Tatooine fiind inspirat de un alt oraș tunisian, orașul Tataouine.
Adjectivul asemănător "Nubian", folosit în filme pentru a se referi la nava Reginei Amidala, este folosit cu referire la planeta Nubia, provocând confuzie însă cu planeta Naboo. Adjectivul corect pare a fi "Nabooan".
Arhitectura capitalei Theed, inspirată de Roma antică dar și de alte traditii clasice, a fost puternic inspirată de Frank Lloyd Wright - care a proiectat Marin County Civic Center din California. (Skywalker Ranch și Industrial Light & Magic se găsesc ambele în Comitatul Marin, California.) George Lucas a filmat de asemenea primul său THX 1138 în Marin County Civic Center ca și scenele din capitala fictivă Theed.
Planeta Naboo este a treia planetă a sistemului stelar în care se află. Sistemul Nabooan este format din cinci planete și anume Moth (de tip Venus), Erep (de tip Venus), Naboo (asemănătoare Pământului), Widow (tip Marte) și Storm (tip Jupiter). Planeta Naboo are trei luni: Ohma d'un, Rori și Tasia. Tasia, o luna de gheață, fiind singurul satelit al lui Naboo care apare în întreaga saga Războiul stelelor. Ohma D'un este o lună de apă și Rori este o lună maronie tip mlaștină.

## Legături externe
- Naboo pe Enciclopedia Oficială StarWars.com
- Naboo la Wookieepedia: un wiki Războiul stelelor